# Konkordat
Konkordat je meddržavni sporazum med Svetim sedežem in vlado oz. vladarjem neke države o različnih zadevah, ki so v splošnem interesu RKC. Ta sporazum pogosto zajema priznanje Svetega sedeža in mu podeli dodatne pravice, ki naj jih uživa Rimskokatoliška cerkev, njeni duhovniki in ostal verniki v tej državi. Te pravice so večinoma dveh tipov: denarne in oblastne (vplivne). 

## Pogosti privilegiji podeljeni v konkordatih
Denarni privilegiji v konkordatih lahko zavzemajo obliko direktnih subvencij cerkve s strani države kot so: plačevanje duhovščine iz državnega proračuna, financiranje obnov cerkva, cerkvenih posesti in ostalih zgradb, posebne davčne olajšave in izjeme za cerkvene šole, bolnišnice in ostale ustanove. Cilj denarnih pravic je torej čim bolj priviligirati monetarni položaj RKC znotraj neke države.
Konkordatni privilegiji, ki Cerkvi podeljujejo več vpliva in moči v družbi, pa so lahko: obvezni verouk v šolah ali izbirni predmeti, katerih izvajanje mora financirati država. Velikokrat si Cerkev tudi želi izboriti možnost diskriminacije znotraj ustanov, ki jih sicer vodi, a so tudi v delu financirane iz državnega propračuna (šole, bolnišnice, socialni domovi). V takih ustanovah lahko Cerkev potem izvaja politiko zaposlovanja, ki je drugače prepovedana znotraj neke države; npr: diskriminacija pripadnikov drugih verskih skupin, etičnih in moralnih prepričanj, javnih intelektualcev, ljudi, ki so se ločili od zakonskega partnerja, homoseksualcev itd.

## Posledice konkordatnih pogodb
Preplet moči in denarja v konkordatnih privilegijih je lahko močan in nepredvidljiv. ZR Nemčija subvencionira več cerkvenih socialnih domov, kjer so nune umirajočim tolikokrat svetovale, naj svoj denar zapustijo domu, da so zakonodajalci to neetično prakso morali izrecno prepovedati, a zaradi konkordatnih omejitev ta prepoved še vedno omogoča, da nune umirajočim predlagajo doniranje denarja drugim ustanovam RKC, le izrecno domu v katerem delajo ne.
Izmed 27 članic Evropske unije ima konkordate s Svetim sedežem sklenjeno 15 držav: Nemčija (tako na zveznem kot na državnem nivoju), Avstrija, Španija, Francija, Italija, Portugalska, Luksemburg, Estonija, Madžarska, Latvija, Litva, Malta, Poljska, Slovaška in Slovenija.
Konkordati imajo status mednarodnih pogodb in so za Sveti sedež način, da RKC na dolgi rok uveljavla svoje interese v neki državi, ki jih drugače ne bi mogla doseči preko uveljavljenih demokratičnih postopkov oz. že obstoječih zakonov neke države. Konkordati so velikokrat kontroverzne pogodbe, saj je RKC z njimi v številnih primerih želela zaobiti splošno debato med prebivalci neke države ali med njihovimi izvoljenimi predstavniki ter konkordate sprejeti tajno ali s čim manj javne debate. Najbolj znani primeri take politike RKC so:
- Brazilski konkordat 2008 (13 November)
- Poljski konkordat 1993 v katerem se Poljska zavezuje, da bo poskušala sprejeti zakonodajo, ki bi defakto izenačila civilno in cerkveno poroko, kar bi vodilo do odprave možnosti ločitve tudi v civilnem smislu.

Podpis konkordatov ima lahko velikokrat daljnosežne in nepredvidljive posledice za prebivalce neke države, če v državi pride do obsežnega prepleta med cerkvenimi in državnimi ustanovami. V ZR Nemčiji konkordat RKC dovoljuje uveljavitev Kanonskega prava v vseh ustanovah, kjer ima RKC lastniški delež, četudi je ta izredno majhen. To pomeni, da RKC lahko zavrne vstop v socialni dom, šolo, bolnišnico ali podobno ustanovo komurkoli po povsem lastni presoji, četudi ima v tej ustanovi RKC minimalen lastniški delež. Bojazen pred takšno usodo lahko nato posredno prisili številne prebivalce, da se aktivno včlanijo v določeno versko skupino, če se želijo zagotovo izogniti takim problemom, kar je v nasprotju z njihovo versko svobodo in postavlja RKC v močno priviligiran položaj.
Danes se razvija nov koncept sporazuma med Vatikanom in državami v skladu z dokumentom Dignitatis Humanae drugega vatikanskega koncila, a je termin konkordat še vedno v splošni uporabi, kot na primer Konkordat 2004 s Portugalsko in Konkordat 2008 z Brazilijo.

## Kratek seznam nekaterih znanih konkordatov do prve polovice 20. stoletja
- Wormski konkordat (1122) - papež Kalist II. in Henrik V.
- konkordat leta 1801 (tudi Napoelonov konkordat) - papež Pij VII. in Napoleon
- konkordat leta 1855 - papež Pij IX. in Franc Jožef
- konkordat leta 1925 - Sveti sedež in Poljska
- lateranski sporazumi (1929) - Sveti sedež in Kraljevina Italija
- Reichskonkordat (1933) - Sveti sedež in Tretji rajh
- konkordat leta 1940 - Sveti sedež in Portugalska
- konkordat leta 1953 - Sveti sedež in Španija
- konkordat leta 1955 - Sveti sedež in Avstrija